# Spyware

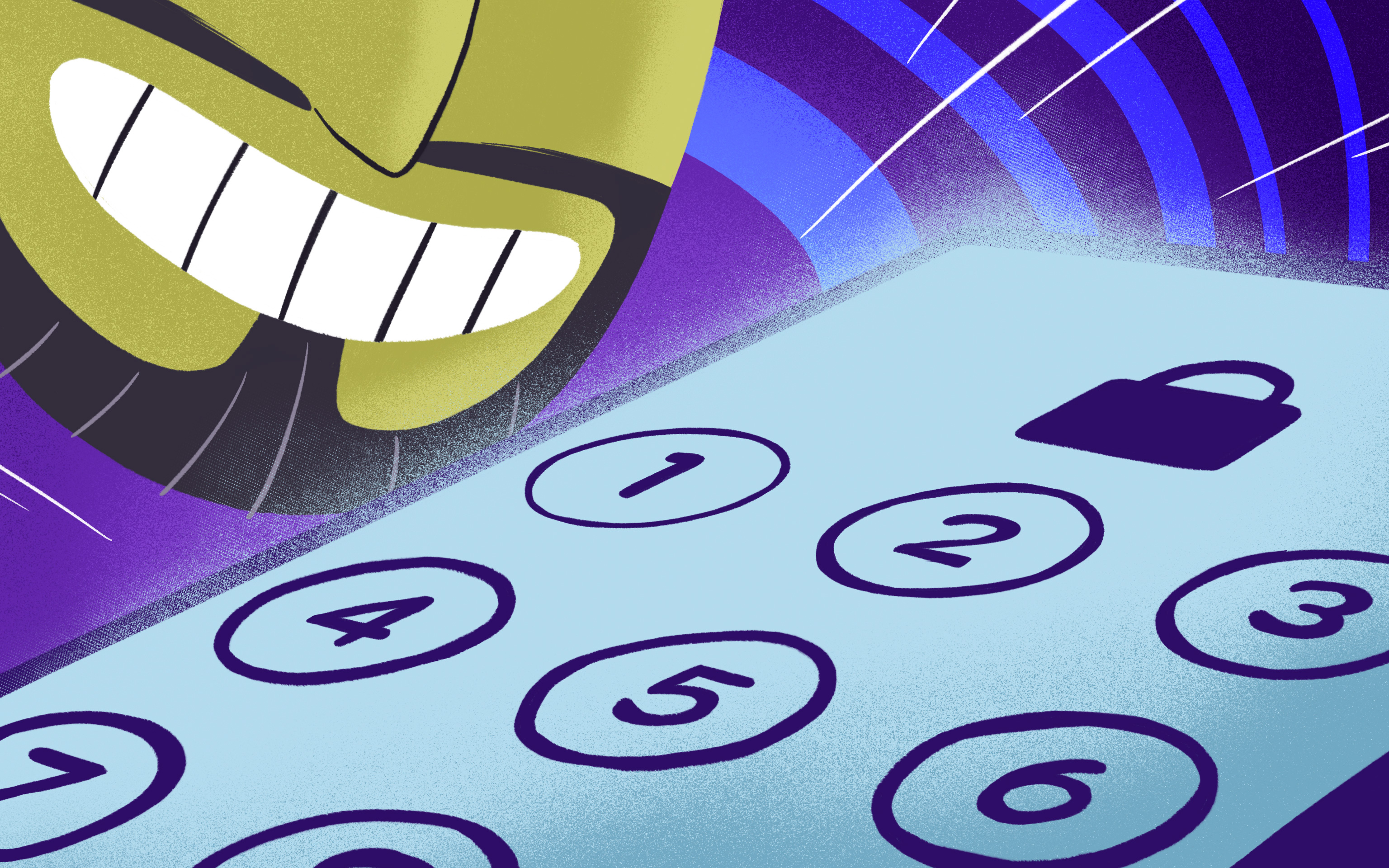
Шпионское ПО часто используется для получения паролей и платёжных данных

Spyware — категория вредоносных программ, без согласия пользователя собирающих и передающих данные об устройстве и выполняемых на нём действиях. Этот софт играет важную роль в операциях киберсбора, который может быть направлен против конкретного юзера и группы лиц, а также на широкую аудиторию. Такие приложения могут работать полностью скрытно, в фоновом режиме, и загружаться через руткит. Шпионское ПО может устанавливаться и вместе с обычными, функциональными программами, или выступать их компонентом. Разработчики таких программ могут применять меры для защиты от остановки процессов, удаления и обнаружения программ антивирусами: приложения изменяют настройки сети, создают два процесса для перезапуска друг друга, скрытно обновляются, влияют на работу другого софта. Spyware могут распространяться под видом приложений, защищающих от кибершпионажа.
Также может именоваться как Spy, SpyWare, Spy-ware, Spy Trojan.

## Противодействие
Для удаления таких приложений с устройства используются антивирусы. Возможно, понадобится использовать дополнительное программное обеспечение для исправления повреждённых файлов (включая системные). Стоит также обновить операционную систему и защитное ПО, чтобы избежать будущих заражений. Резервное копирование тоже будет полезным. Некоторые встроенные в операционные системы инструменты, например, Защитник в Windows 10, сочетают [значимость факта?] автоматическое сохранение важных данных в облако OneDrive с распознаванием и удалением опасные приложений.

## Распространённость

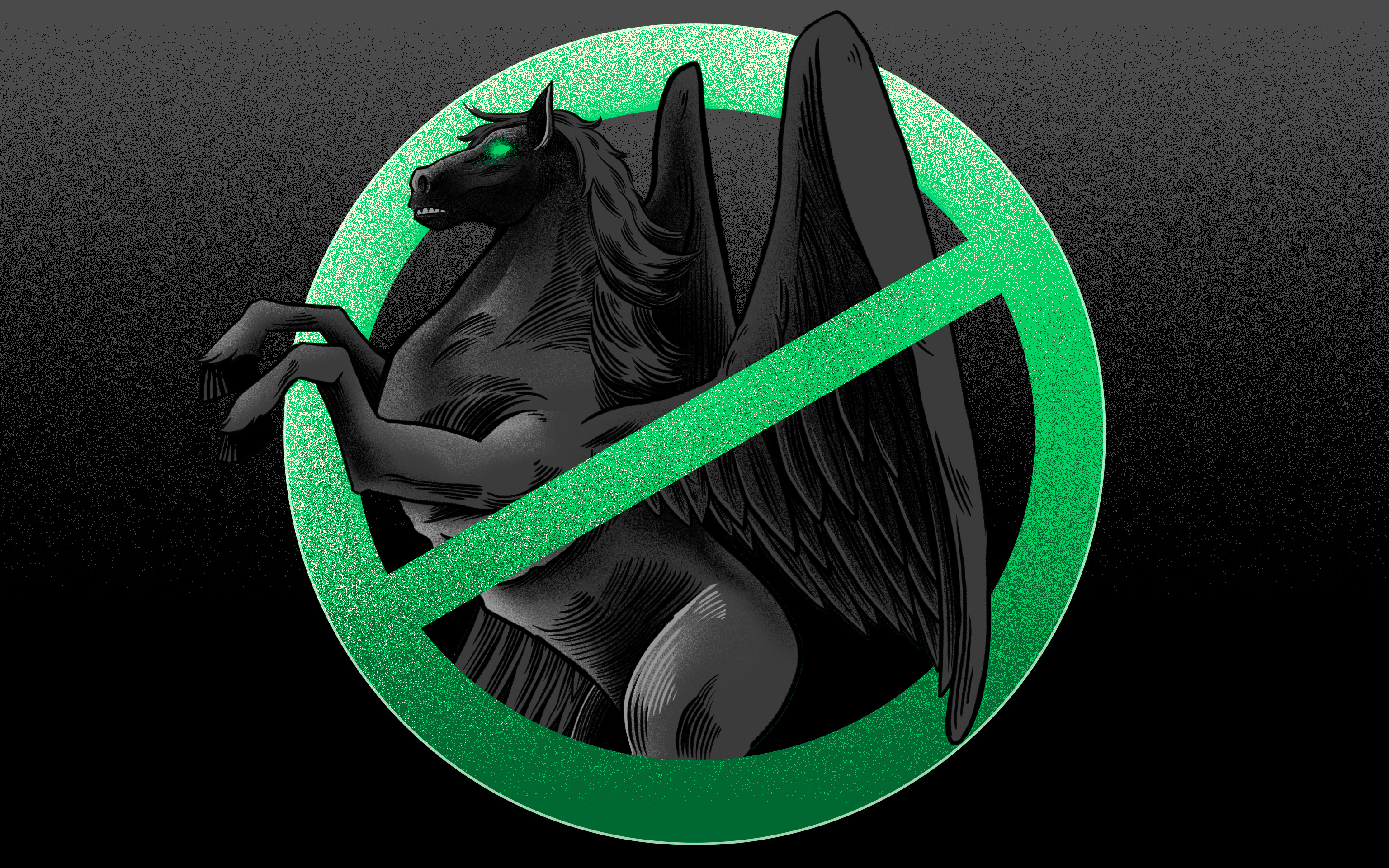
Иллюстрация к новости о шпионском ПО Pegasus в мексиканском издании

Число жертв шпионских программ исчисляется миллионами пользователей, включая корпоративных клиентов. По словам Microsoft, в 2004 году половина критических сбоев в работе компьютеров на Windows XP была вызвана spyware. По данным опроса 2005 года, 66 % респондентов считают, что их устройства недостаточно защищены от шпионажа. Свыше 50 % опрошенных юзеров обеспокоены о заражении их устройств вирусами, и из этого числа 40 % респондентов посчитали шпионское ПО наиболее важной угрозой. Такие программы часто выступают проблемой для обладателей Windows и редко встречаются на macOS. Кроме десктопов уязвимы смартфоны и планшеты, устройства iOS более безопасны ввиду закрытой экосистемы. Яркий пример шпионского ПО для мобильных устройств — программа Pegasus, выпущенная израильской компанией NSO Group и охватившая свыше 50 тысяч юзеров. В 2023 году отмечен рост атак на частных лиц с помощью шпионского ПО. В 2024 году 80% уязвимостей нулевого дня, обнаруженных в 2023 году специалистами Google Threat Analysis Group (TAG), были связаны с поставщиками коммерческого шпионского ПО.
Помимо специализированных шпионских программ, таких как Pegasus, к шпионскому ПО могут относиться коммерческие приложения для мониторинга, например, программы родительского контроля или отслеживания активности устройств, такие как SPAPP Monitoring. Эти приложения, часто рекламируемые как инструменты для обеспечения безопасности, могут быть классифицированы как шпионское ПО, если используются без согласия отслеживаемого лица, что вызывает этические и юридические проблемы.

## Терминология
Нарушительпользователь, осуществляющий несанкционированный доступ к информации.
Несанкционированный доступ к информациидоступ к информации, осуществляемый с нарушением правил разграничения доступа.
Правила разграничения доступа (англ. access mediation rules)часть политики безопасности, регламентирующая правила доступа пользователей и процессов к пассивным объектам.
Политика безопасности информации (англ. information security policy)совокупность законов, правил, ограничений, рекомендаций, инструкций и т. д., регламентирующих порядок обработки информации.